# 不当廉売
不当廉売（ふとうれんばい）とは、不当に安い価格で商品やサービスを提供することをいう。
ダンピング（英語: dumping）とも呼ばれる。適切な価格で商品を提供している他の事業者の活動が困難となるため、国内法や条約によって規制されている。

## 形態
不当廉売の形態には次のようなものがある。
1. 国内における独占価格を維持するため国内価格よりも著しく低い価格ないし生産費以下での販売を行う場合[2]
2. 為替相場の下落率が輸出価格の騰貴率を超え他の条件に変化がない場合（為替ダンピング）[2]
3. 極端に低位な賃金水準や劣悪な労働条件を利用したソーシャルダンピング[2]

これらは単独に現れることもあるが、複合して現われる場合が多い。

## 規制
不当廉売には、各国の国内法（競争法）で制限されるものと、国際貿易・国際経済法にかかわるものがある。アンチ・ダンピング関税措置の国別の被発動件数としては中国が圧倒的に多く、代表例としては鉄鋼製品やタイヤ製品の輸出が挙げられる。背景には、生産能力の拡大により需給ギャップが生じ、供給過剰に伴う製品価格の下落がある。

### 日本（独占禁止法）
不当廉売は私的独占の禁止及び公正取引の確保に関する法律（独占禁止法）で規制されており、不当廉売が認められた事業者は、公正取引委員会による是正措置の対象となる。具体的には公正取引委員会の一般指定6項において不公正な取引方法に指定されている。
一般指定6項が定める不当廉売行為とは、
- 正当な理由がないのに商品又は役務をその供給に要する費用を著しく下回る対価で継続して供給する行為
- その他不当に商品又は役務を低い対価で供給する行為

であって、
- 他の事業者の事業活動を困難にさせるおそれがあるもの

を指す。

### 国際経済法としての不当廉売
国際貿易においては、正常価格（原則、国内販売価格）よりも安い価格の輸出価格ですることが不当廉売にあたる。
正常価格（原則、国内販売価格）よりも安い価格で輸出することについて、WTOでは「不公正貿易」と位置づけられており、輸入国の国内産業が損害を蒙っている場合は当該製品の価格を是正するための不当廉売防止税としての関税を課すことができる（アンチ・ダンピング関税措置）。WTO協定（GATT・AD協定）で定められる要件を満たすと、調査、特定、発動という流れを踏む。一般にアンチ・ダンピングの調査開始件数は、貿易自由化が進展した時と、景気後退の時に増加する傾向がある。
クルーグマン、オブストフェルドは国際貿易の不当廉売について「弊害的なものであることを立証する十分な経済的証拠はない」と主張している。
近年は特に中国製の廉価な鉄鋼製品に対して、米国、欧州、アフリカ、メキシコなどから不当廉売への対策を適用あるいは強化する訴えが増加している。